# Bert-Olof Svanholm
Bert-Olof Svanholm, född 11 mars 1935 i Nordmaling, Västerbottens län, död 18 mars 1997 i Västerås, var en svensk direktör. 
Svanholm tog en civilingenjörsexamen 1961 och var VD på Nitro Nobel AB 1978. Efter att ha varit koncerngruppchef på Swedish Match AB 1978–1982 och vice verkställande direktör i Asea 1982–1987 utsågs Svanholm av koncernchef Percy Barnevik till medlem i den första ledningsgruppen för nybildade ABB 1988 och han blev VD för det svenska dotterbolaget Asea Brown Boveri AB. 
Efter att Pehr G. Gyllenhammar lämnat Volvo i december 1993 utsågs Svanholm till styrelseordförande i Volvo. Vid sin död 1997 efterlämnade Svanholm tomma ordförandestolar i Volvo och Industriförbundet .
Svanholm invaldes 1991 som ledamot av Kungliga Ingenjörsvetenskapsakademien.